# Вежа (житло)

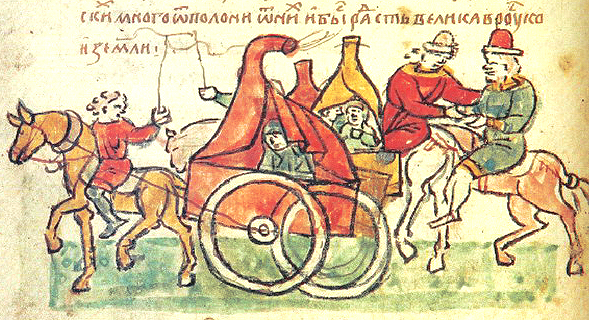
«Вежа» - пересувні юрти половців (Радзивілівський літопис)

Ве́жа  (монг. гэр тэрэг, ger tereg, «юрта-віз», «юрта-колісниця»; англ. yurt on carts‎) — житло кочівницьких народів у вигляді юрти поміщеної на віз. 

## Опис

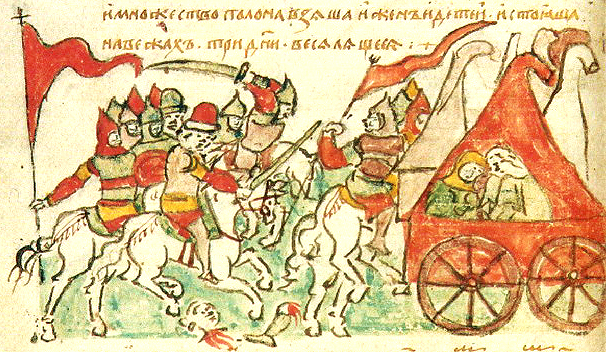
Напад русів на половецькі вежі (Радзивілівський літопис).

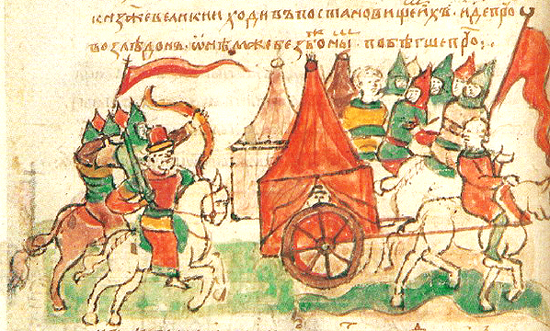
Напад русів на половців.

Величина вежі залежала від статусу господаря, існували вежі з двома і чотирма колесами. Колеса вежі були достатньо великими, для того щоб переміщати вежу без жодних доріг по пересіченій місцевості. Вежі в процесі кочування переміщалися на великі відстані.  
Всередині вежі містилися всі потрібні кочівникам предмети побуту. Жінки постійно перебували у вежах у той час, коли чоловіки зазвичай для ночівлі та відпочинку. Вежі дещо уповільнювали рух кочівників, тому в несподівані швидкі походи кочівники їх не брали залишаючи їх в тилу. Інколи юрту на деякий час знімали з воза, це відбувалося як правило під час зимівлі. Незважаючи на те що вежа це чисто кочівницьке житло, інколи вежі застосовували й осілі народи, наприклад у поході чи для торгівлі. 
Використовувалися печенігами, половцями та монголами. Відомо, що у грудні 1109 року під час походу воєводи Дмитра Іворовича у степ до Сіверського Дінця війська Київської Русі захопили тисячу половецьких веж.

## Галерея

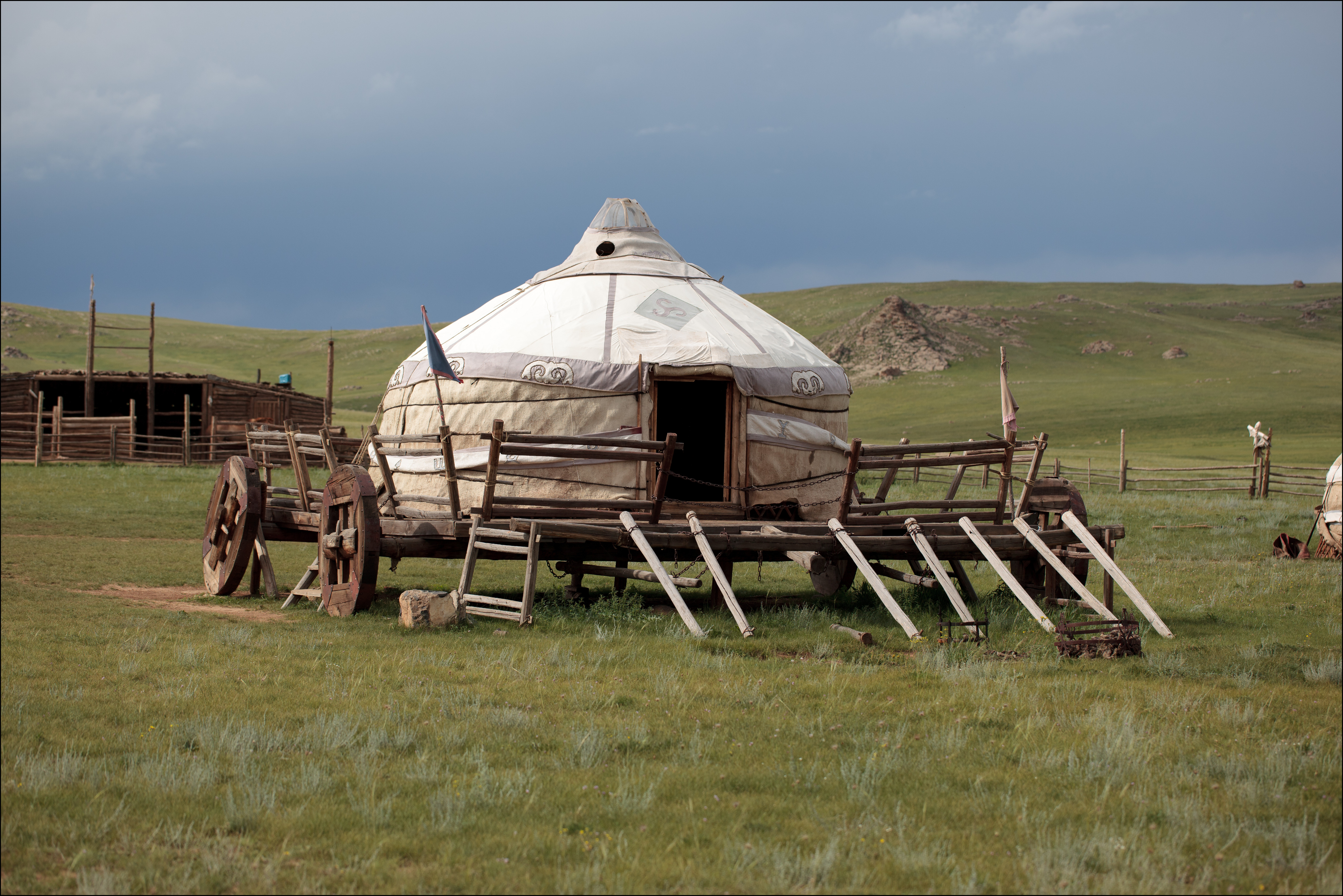
Казахська вежа
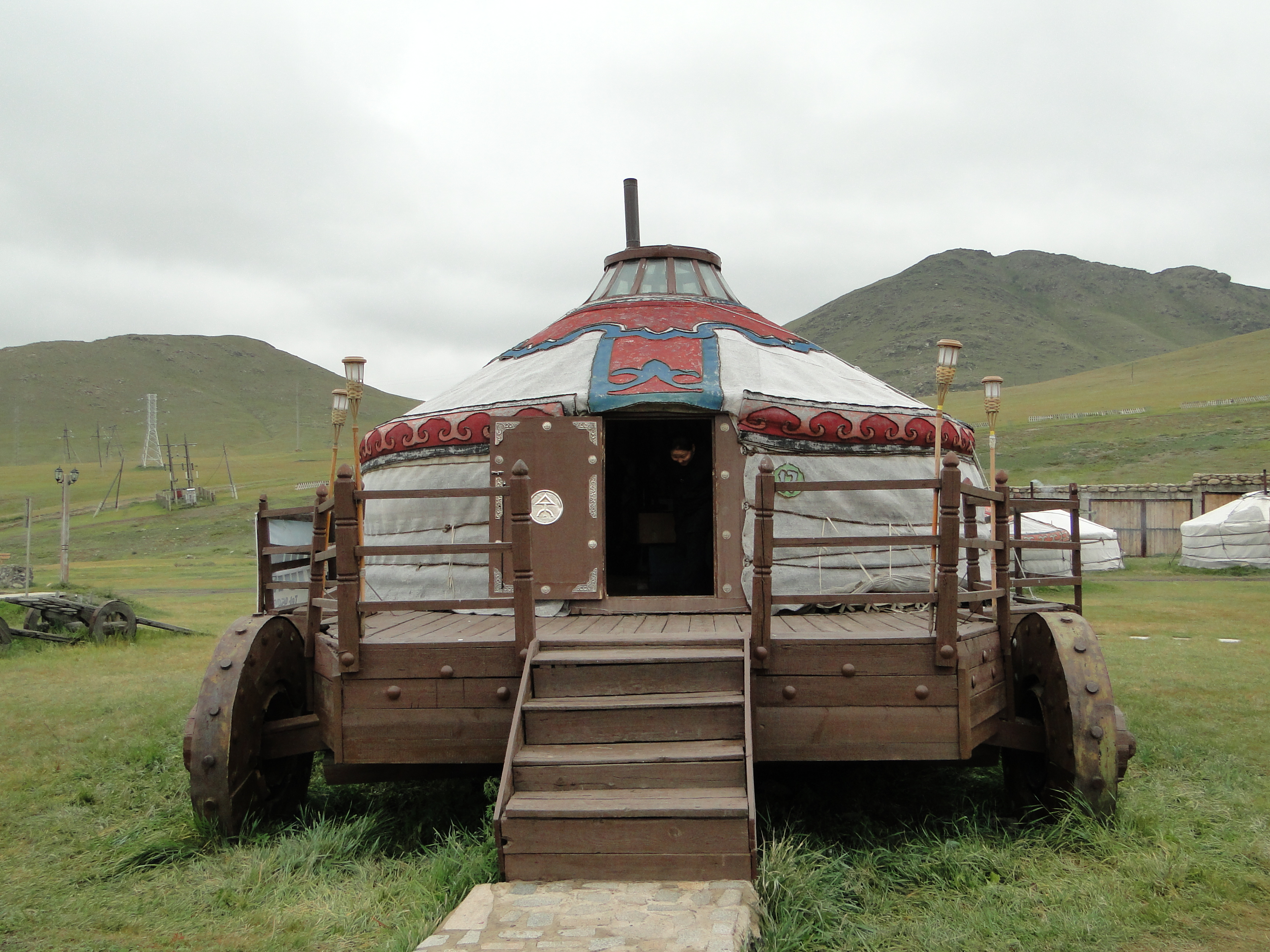
Монгольська вежа
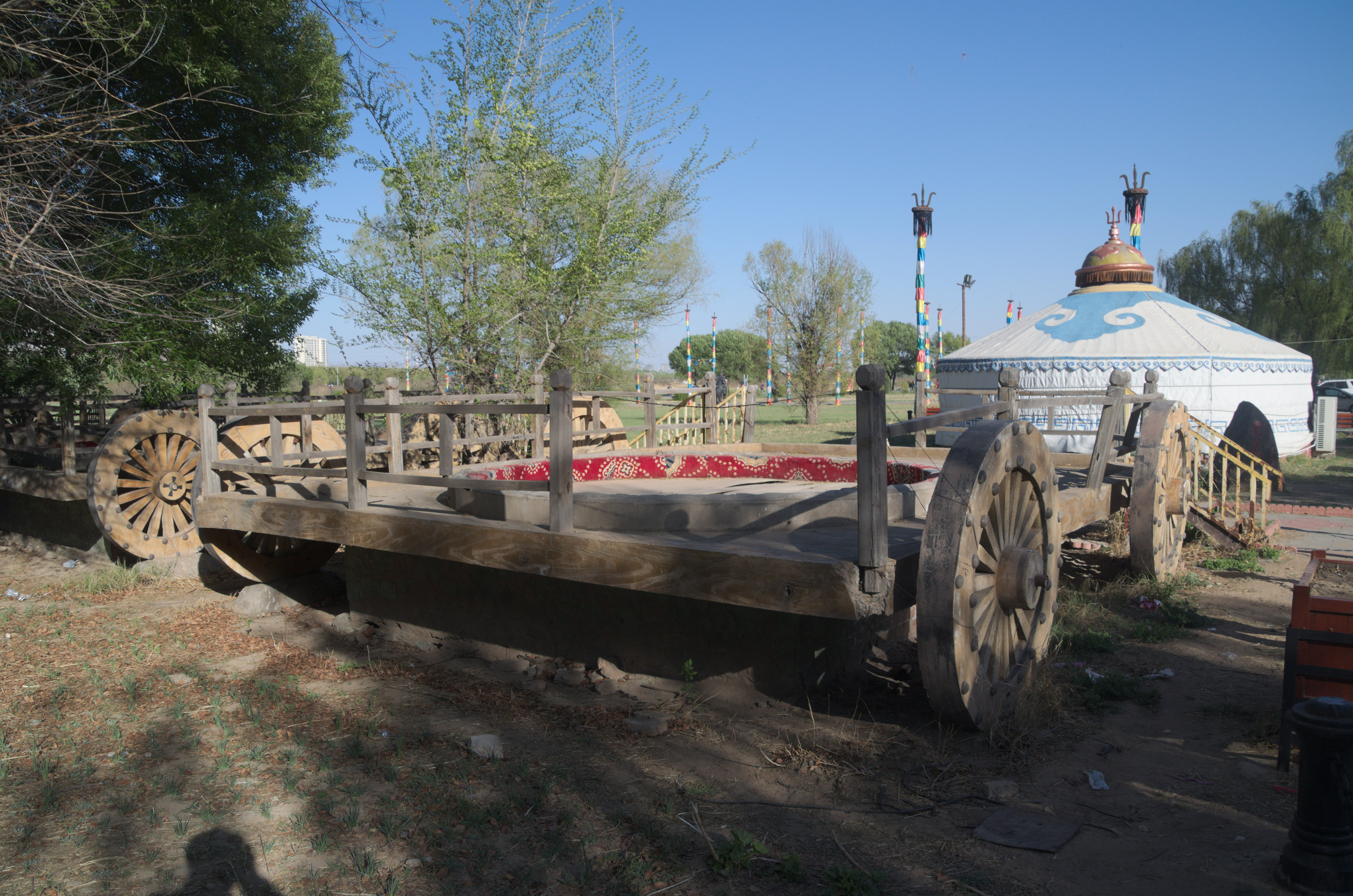
Монгольська вежа
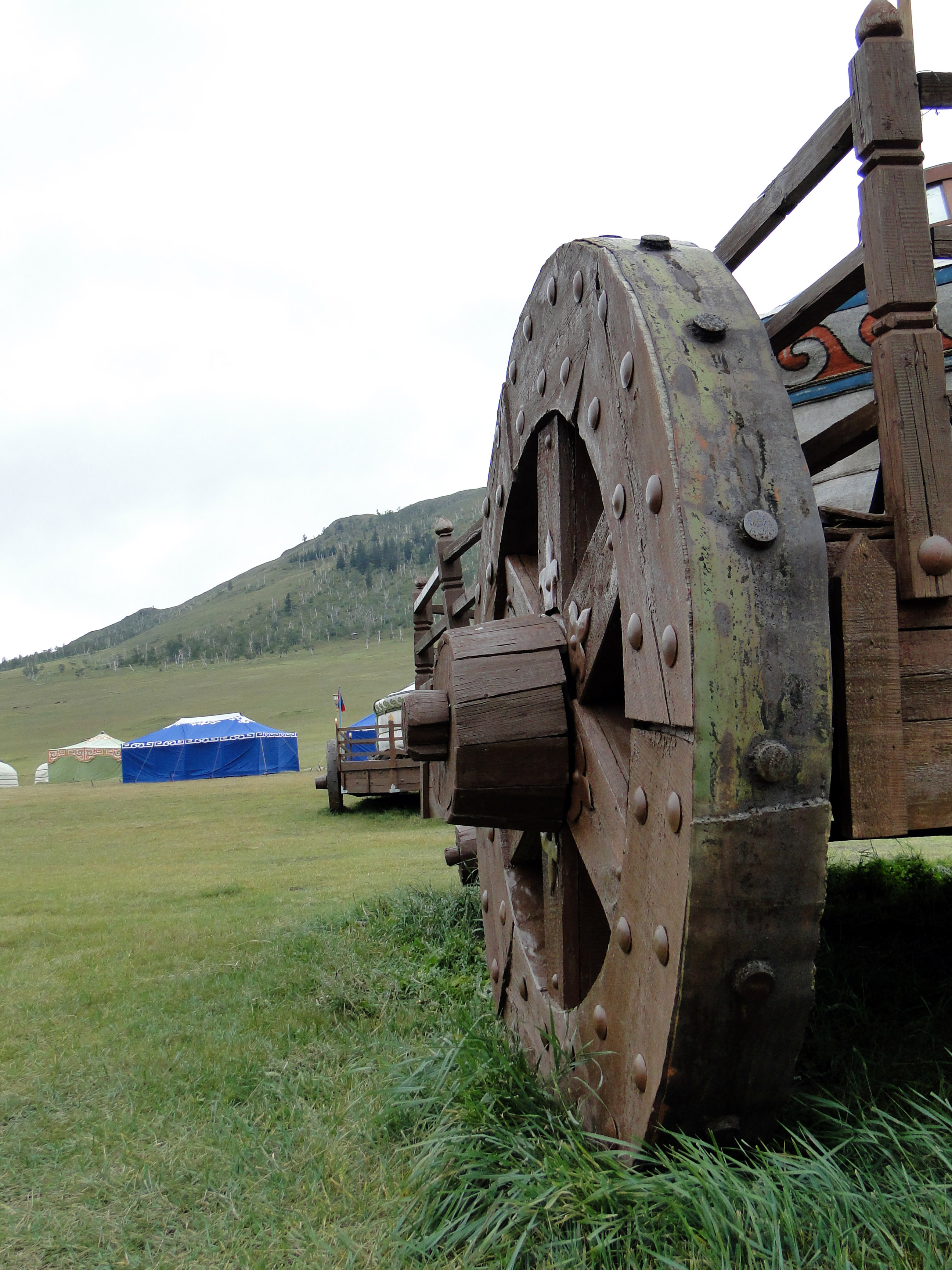
Колесо вежі
Вежа на монгольських грошахВежа на монгольських грошах